# Aiud
Aiud là một đô thị thuộc hạt Alba, România. Dân số thời điểm năm 2002 là 28881 người.